# 2 Dywizja Morskich Nosicieli Rakiet
2 Dywizja Morskich Nosicieli Rakiet (2 DMNR) –  lotniczy związek taktyczny Sił Zbrojnych ZSRR i Federacji Rosyjskiej w strukturach Floty Czarnomorskiej.

## Struktura i samoloty
| Struktura i samoloty w 1991        |               |         |
| Nazwa jednostki                    | Garnizon      | Samolot |
| Dowództwo dywizji                  | Gwardiejskoje |         |
| 5 pułk morskich nosicieli rakiet   | Wiesełoje     | TU-22M3 |
| 124 pułk morskich nosicieli rakiet | Gwardiejskoje | TU-16K  |
| 943 pułk morskich nosicieli rakiet | Oktiabrskoje  | TU-22M3 |